# 南方澳大橋斷裂事故
南方澳大橋斷裂事故发生於2019年10月1日上午9時30分，位於臺灣宜蘭縣蘇澳鎮南方澳的南方澳大橋意外斷裂橋體結構坍塌，造成多名人員傷亡，以及船隻、車輛損壞，並連帶影響周邊居民與港務交通。

## 事件經過
當天上午9時30分左右，橋身突然坍塌斷裂，一輛載著燃油的台灣中油油罐車當時正即將離開橋樑，該車因此掉落遭鋼樑壓住並起火。三艘漁船（新臺勝33、266、366號）被壓在斷落的橋面下。

## 災情
此事件共造成6人罹難、2人重傷、3人中度傷害、7人輕傷。其中8名菲律賓籍移工、7名印尼籍移工、1名中華民國籍油罐車駕駛、2名中華民國籍海洋委員會海巡署官兵。罹難者均為受困在遭斷橋壓毀的漁船上的外籍船員。
| 國籍       | 傷患人數 | 罹難人數 |
| ---------- | -------- | -------- |
| 印度尼西亞 | 3        | 3        |
| 菲律賓     | 6        | 3        |
| 中華民國   | 3        | 0        |
| 總計       | 12       | 6        |

大橋坍塌後，因斷橋堵住航行通道，導致南方澳漁港600多艘漁船無法進出。中華民國海軍部隊使用大型機具清理航道，於10月3日上午完成漁船的臨時通道，讓南方澳漁港內的漁船可正常出海作業。
該橋倒塌也造成2,478戶停電，停電主因是受到南方澳跨港大橋斷裂壓到電線所致，當日已全數復電。

## 起因
南方澳大橋位於蘇澳港轄區內，是由臺灣省政府建設基金專案補助、宜蘭縣政府代辦施工，於1996年1月開工興建，1998年完工並驗收完成。完工後交給基隆港務局蘇澳分局維管，並於2012年時產權移交交通部航港局。宜蘭縣政府根據《公路橋梁檢測及補強規範》，曾多次委託檢測該橋（縣府將轄內所有橋樑）一併檢測，事後將檢測報告供南方澳跨港大橋的維護單位臺灣港務公司參考，並由臺灣港務公司檢修維護。但南方澳大橋移交臺灣港務公司後，臺灣港務公司未曾主動檢測，但與事件是否有關連待調查釐清。前一日米塔颱風風雨與當日凌晨1時54分發生地震的影響亦被懷疑是原因之一，但尚難確認與斷橋有直接關聯。倒塌詳細原因將由國家運輸安全調查委員會展開調查。
2020年3月初，交通部公路總局完成分析調查報告，主要原因是未按圖施工，包括鋼橋面U型加勁板、鋼索錨頭、橋面鋪面厚度。此外，長年的檢測及維修疏失造成鋼索及其錨碇裝置腐蝕。亦懷疑原始設計梁深不足。11月25日，國家運輸安全調查委員會公布「南方澳大橋斷裂重大公路事故」最終調查報告，事故主要原因是吊索系統鏽蝕導致承載力不足，加上管理不當、檢測方式不完備，事故前3年多都未檢測而未能及時發現鏽蝕等情況。橋梁的吊索錨定機構內曾發生積水，建橋時未設計排水孔，而且鋼絞線表面鍍鋅層厚度不均勻，懷疑是因此造成銹蝕無法承受負重。調查報告中也指出，宜蘭縣政府遺失銷毀橋梁設計圖、竣工圖及施工合約，致使調查困難。

## 政府因應措施

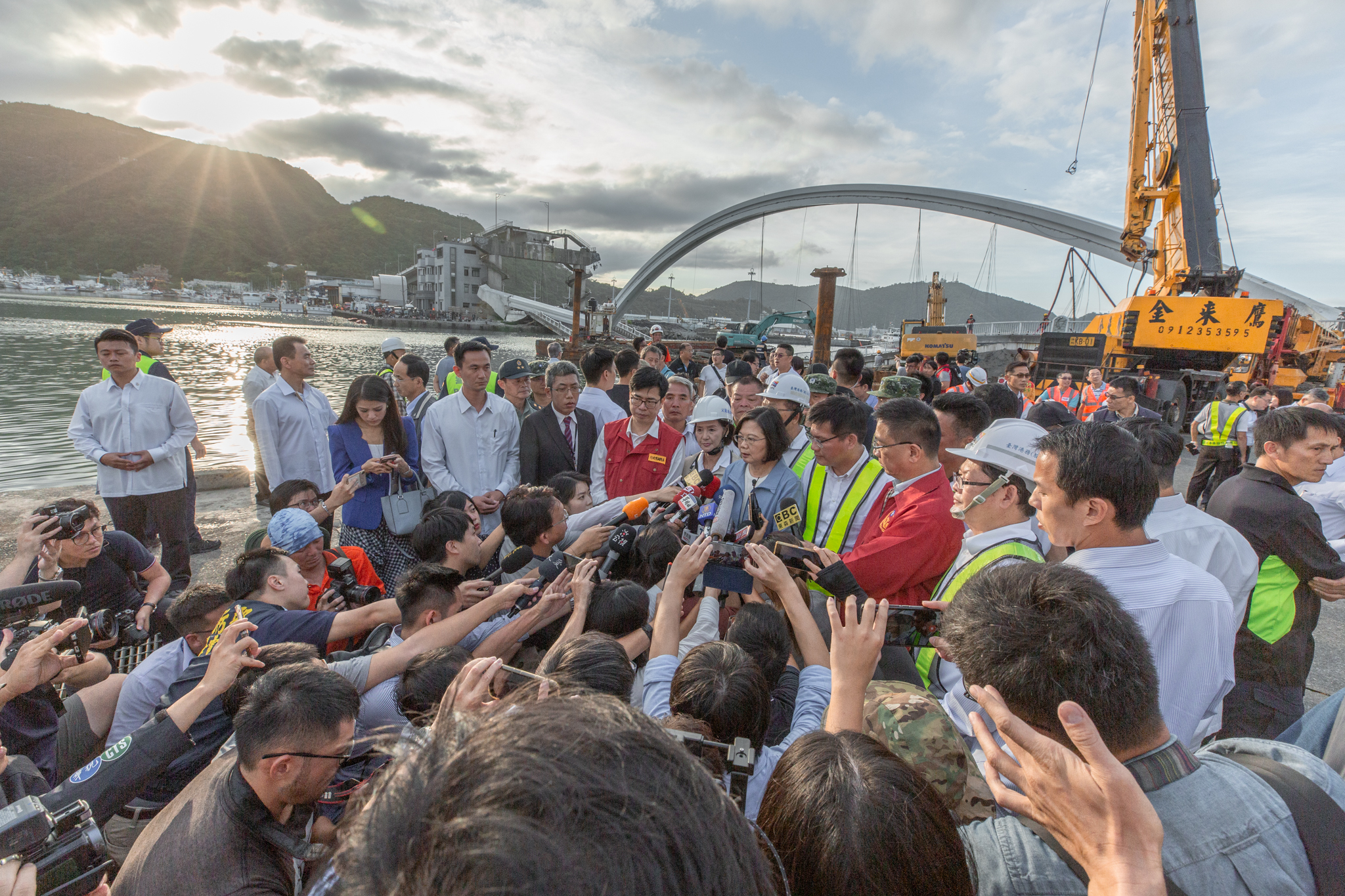
總統及各級官員於事發當天下午前往關心崩塌搜救進度

時任中華民國內政部部長徐國勇、行政院副院長陳其邁到場，時任中華民國總統蔡英文在事發當日上午表示，動員所有力量搜救，時任中華民國行政院院長蘇貞昌也下令中央政府各部會全力協助搶救。時任中華民國交通部部長林佳龍臨時向中華民國立法院請假，趕往現場協助救災。
時任宜蘭縣縣長林姿妙也抵達現場，啟動大量傷患機制，目前救災人員及團體出動214人、救災車輛32輛、救護車14輛、船艇11艘，持續派遣救援，並成立緊急災害應變中心。
現場救災總指揮是中華民國參謀總長沈一鳴上將，並協調中華民國國防部整備M3浮門橋出動使用。
中華民國國軍醫療救護支援：中華民國海軍派遣海軍蘇澳後勤支援指揮部2組救護組，救護車2輛、6人；海軍第一六八艦隊1組救護組救護車1輛、2人，前往現地支援；中華民國陸軍派遣陸軍第三地區支援指揮部衛生營第1連2組救護組，救護車2輛、6人，前往現地支援。
海軍水下作業大隊蘇澳分隊已有7人下水搜救，海軍水下作業大隊基隆分隊2車6人前往支援搜救，內政部空中勤務總隊直升機NA-101獲報後抵達現場進行空中勘察。
當日下午4時10分總統蔡英文臨時更改行程，前往意外現場關切搶救情況，並赴博愛醫院探視傷者。

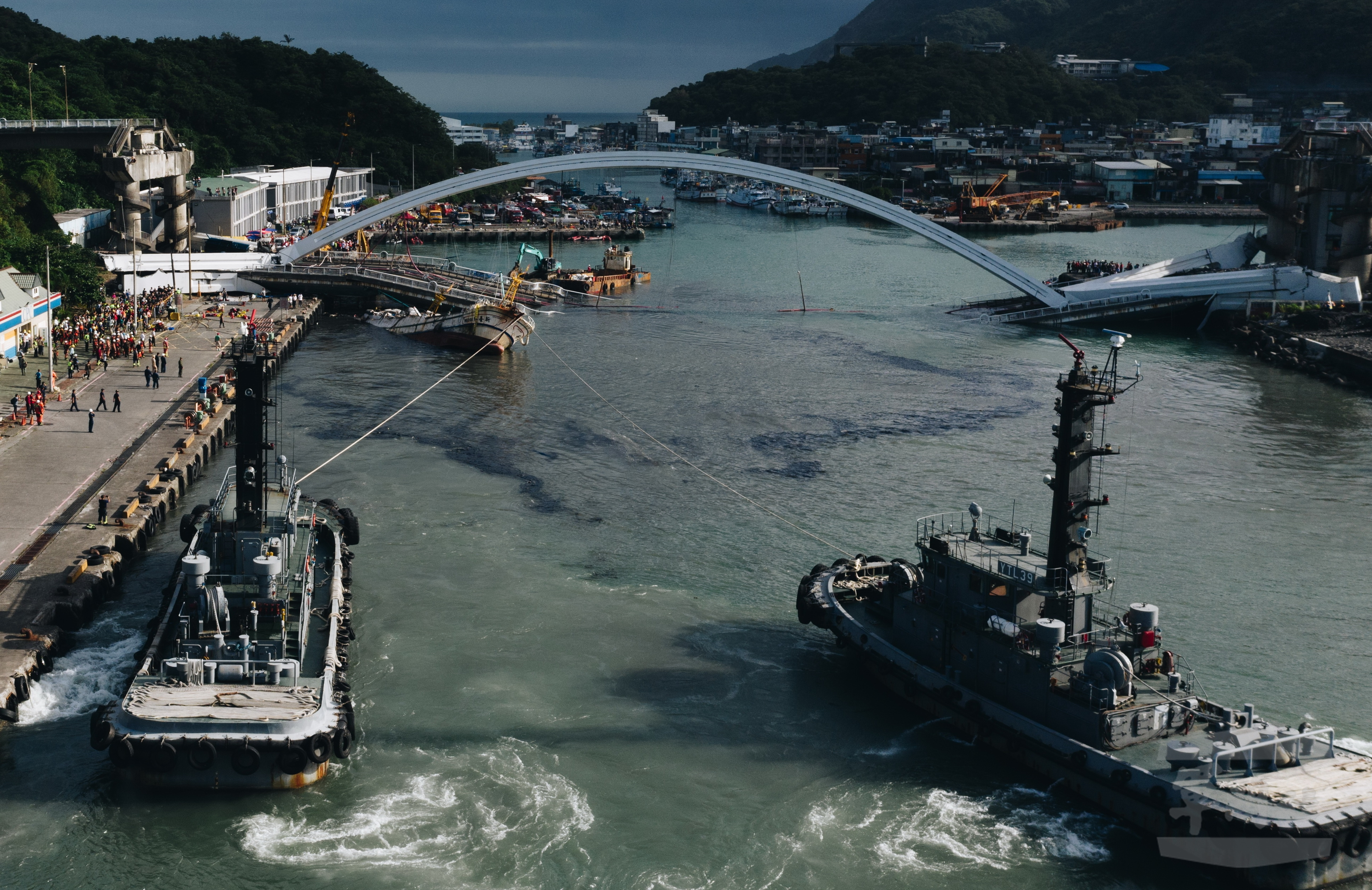
斷裂事件發生後海軍於宜蘭南方澳大橋進行救援任務
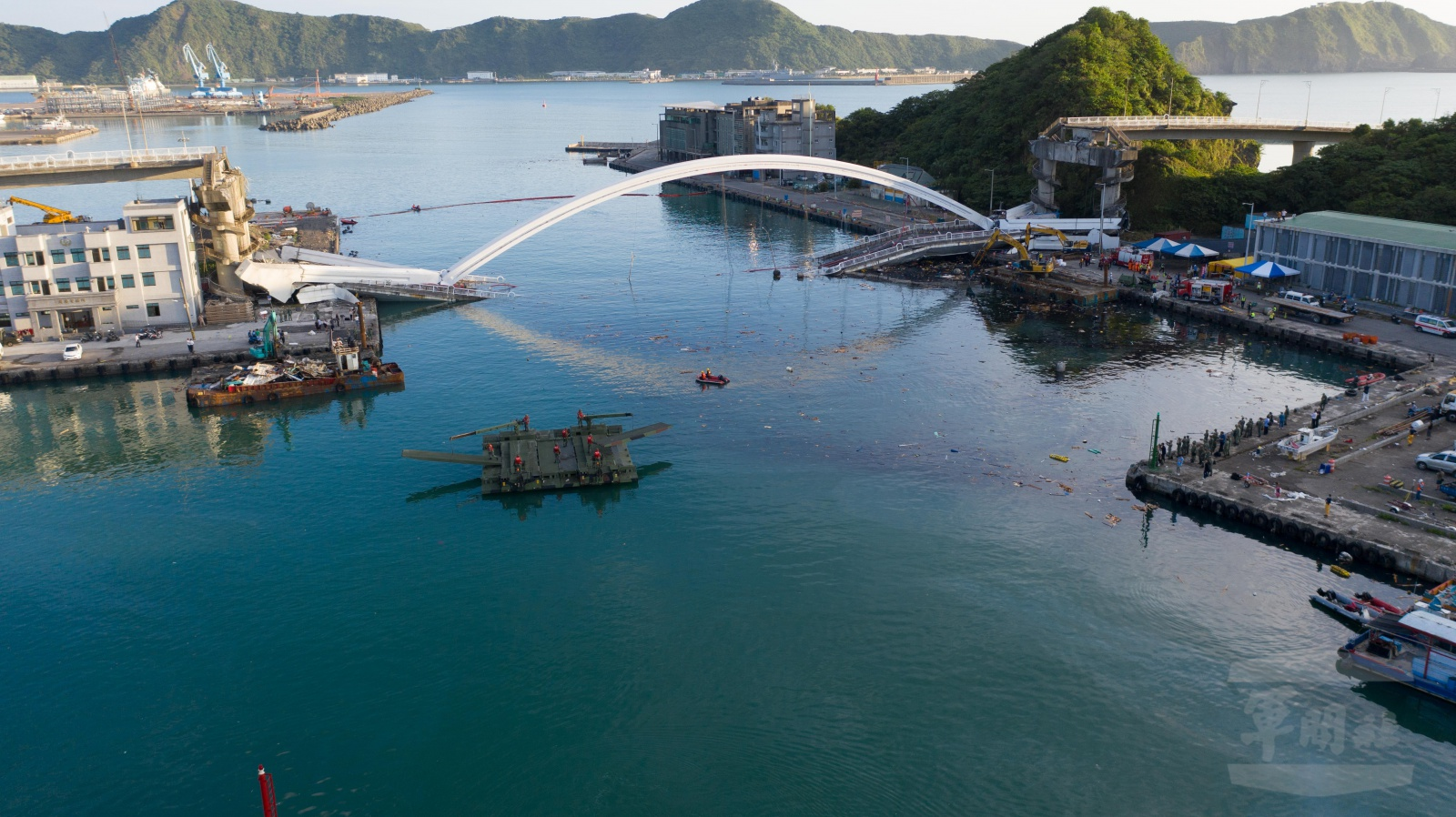
南方澳大橋斷裂事件，10月2日白天國軍持續救援任務
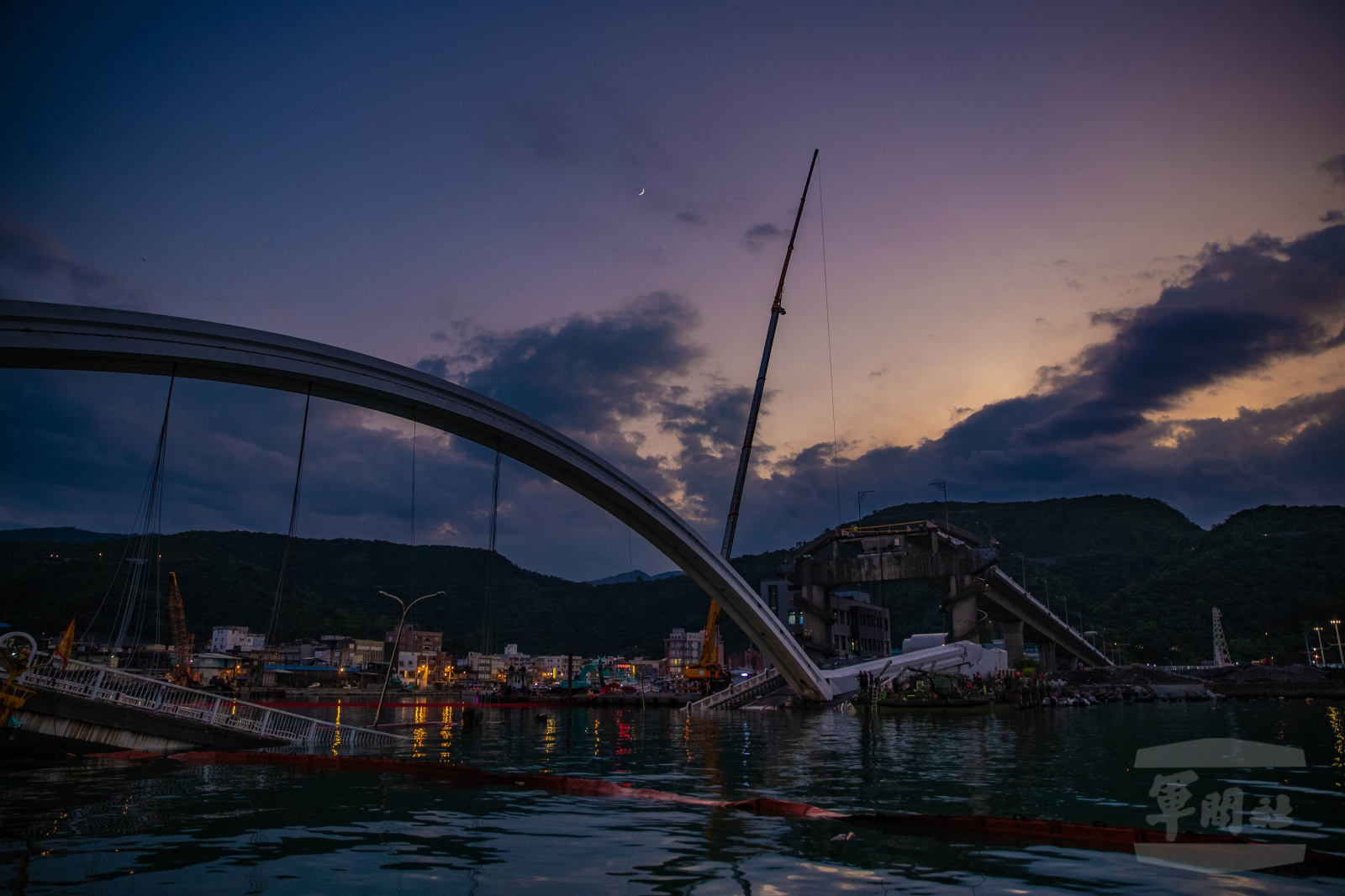
南方澳大橋斷裂事件，10月2日傍晚國軍持續救援任務
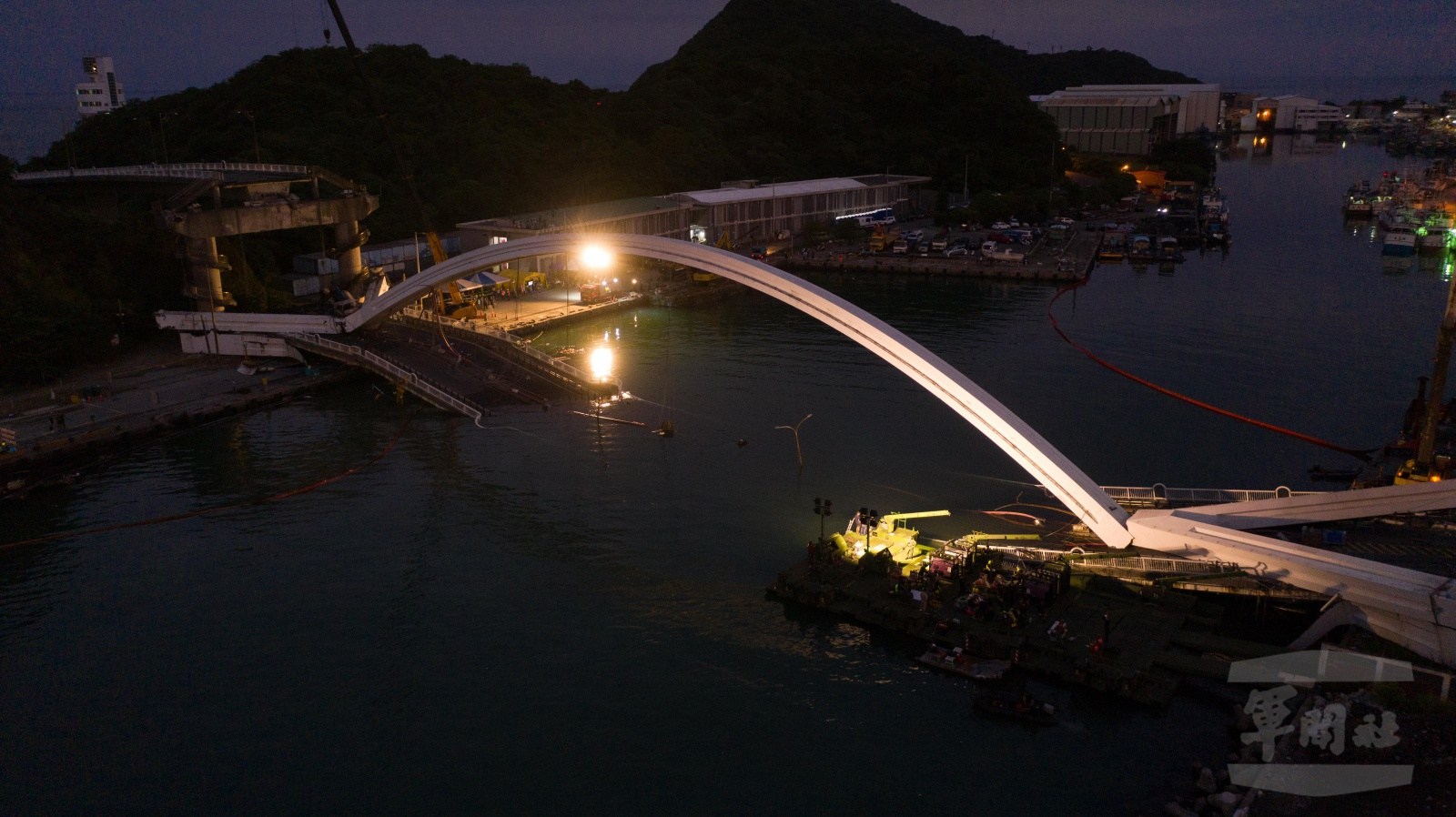
南方澳大橋斷裂事件，10月2日入夜後國軍持續救援任務

## 檢方起訴
2022年8月29日，宜蘭地檢署經近3年調查，偵查終結認定，承包商未按圖施工、監造單位未確實監造、蘇澳港營運處疏於檢測維護等，是造成橋樑崩塌的三大主因，依過失致死等罪起訴承包商、港務公司員工等6人。檢調單位另外調查出萬喬豐公司承包宜蘭縣境內多數橋樑檢測工程時，通篇造假，未實際檢測就用假照片通過檢測，不法獲利823萬元，宜蘭地檢署另依偽造文書、詐欺取財罪起訴負責人陳明正、張綵宸2人，並向法院聲請沒收不法所得。

## 後續處理

### 政府機關
1. 大橋坍塌後導致南方澳漁港600多艘漁船無法進出作業，漁民相關損失將由行政院農業委員會研擬補償辦法[23]。國軍派出水下作業大隊與大型機具清理航道，於10月3日上午9時許完成臨時航道，讓南方澳漁港內的部分小型漁船可正常出海作業[24]。
2. 10月3日上午11時許，搜救單位在現場水域附近發現最後一名失聯移工遺體，搜救任務初步結束。
3. 損壞橋身已於11月5日拆除完成並於當日下午6時南方澳漁港全面恢復通行。計畫三年內完成新橋梁的建設。
4. 10月3日上午，南方澳大橋的管理機構台灣港務公司董事長吳宗榮出面釐清整起事件，並承認港務公司的確有疏失。他已口頭請辭，交通部長林佳龍立刻同意[25]。
5. 關於橋梁斷裂倒塌原因，國家運輸安全調查委員會10月1日事發後已啟動調查，而中華民國交通部也將成立專案調查小組，以追究相關責任歸屬[26]。
6. 宜蘭地檢署檢察官主動分案調查此橋梁斷裂倒塌事件，並派員到現場蒐證，也赴醫院探視船員傷患製作筆錄。
7. 台灣各地與南方澳大橋相似外型的橋樑受到矚目。屏東縣東港進德大橋、嘉義石鼓盤觀光大橋、台中東門橋的主管機構出面說明各橋樑的安全無虞[27]。

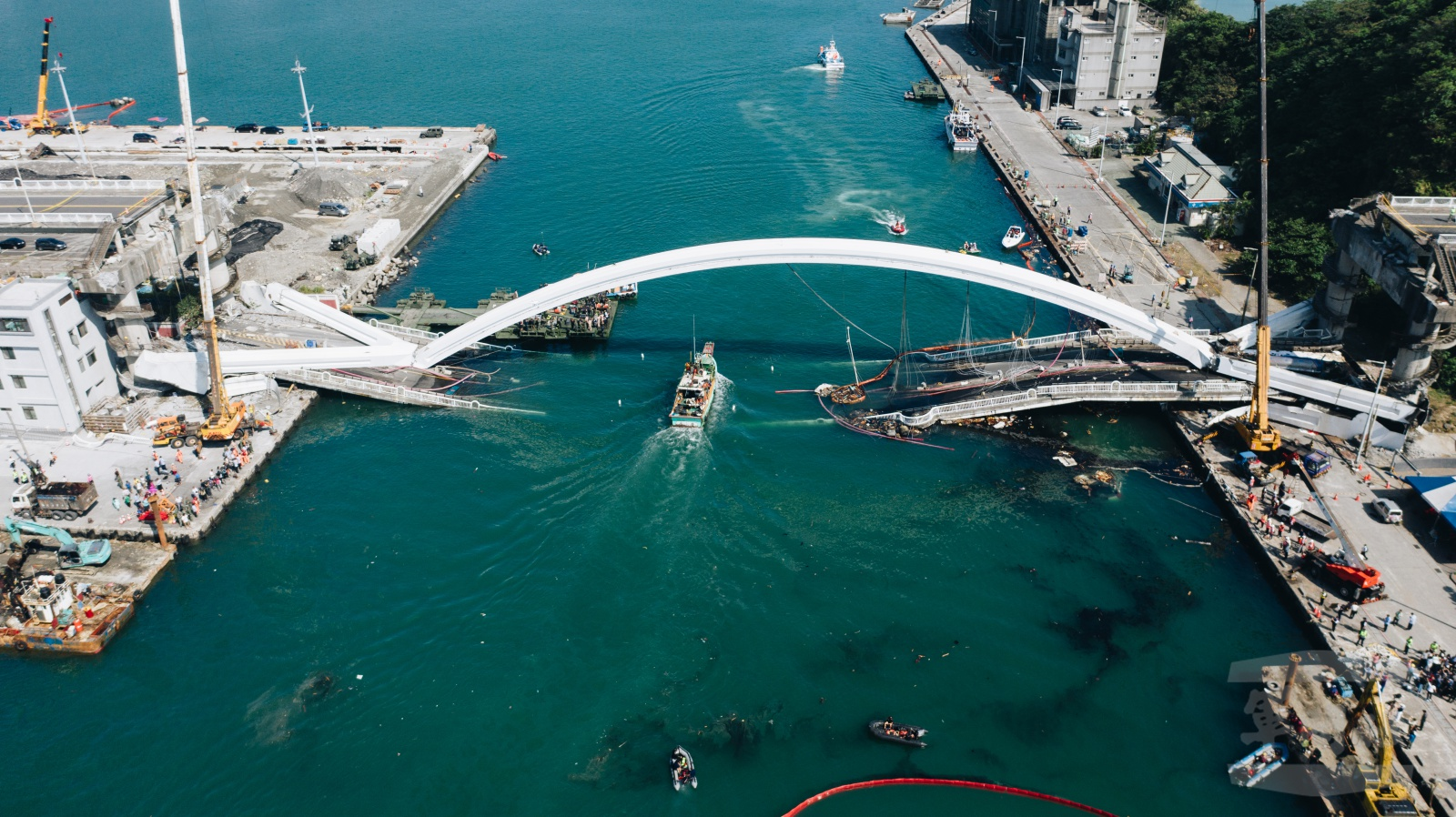
海軍於10月3日上午順利開出航道，第一艘漁船（新金發68號）於9時25分順利通過
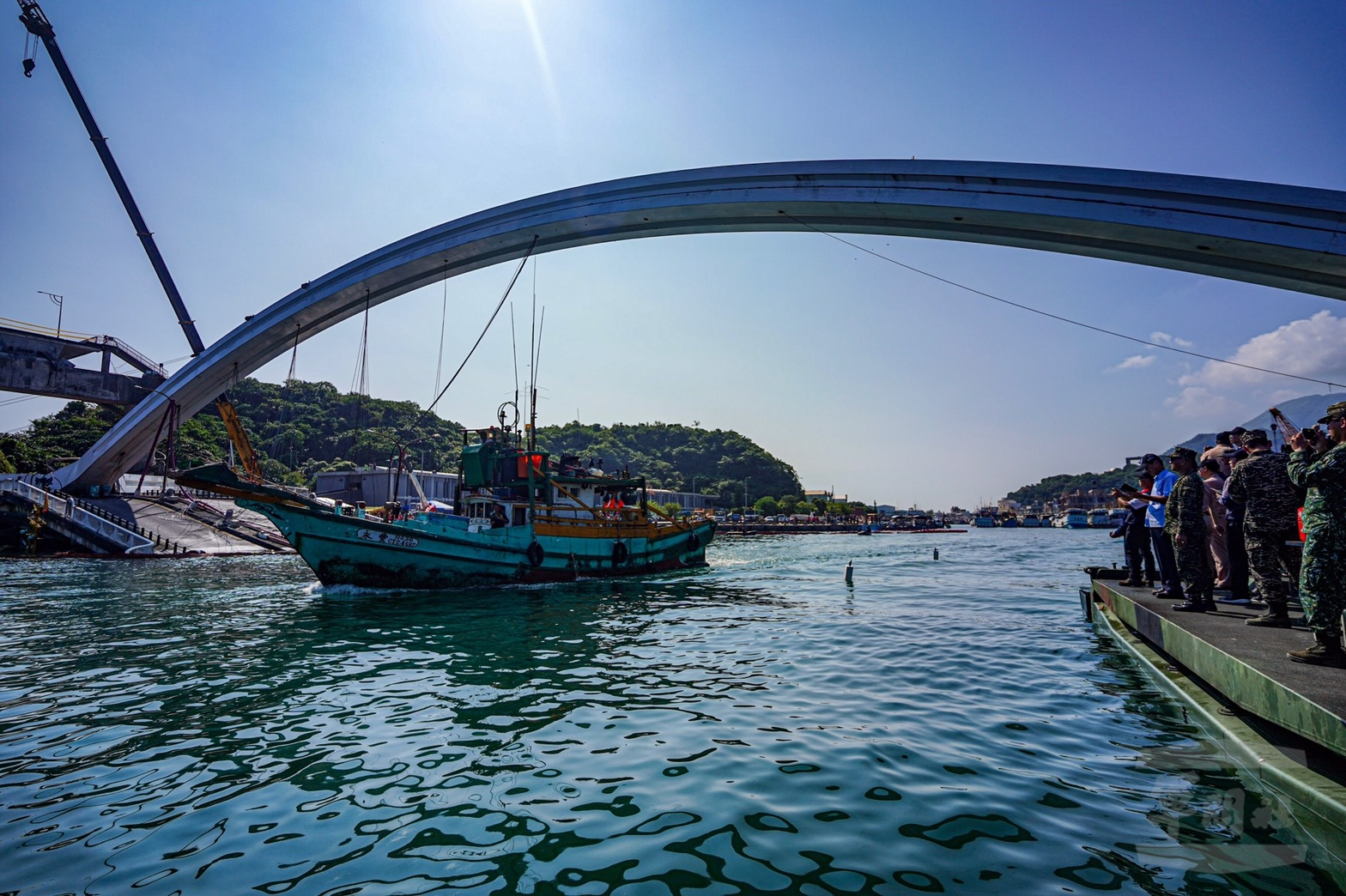
漁船順利通過，海軍、岸巡官兵也為該船順利通過而歡呼

### 民意機關
1. 10月2日上午，立法院交通委員會通過由立法委員鄭寶清提出之臨時提案，要求行政院公共工程委員會於一個月內提交初步報告，並逐月滾動式檢討，盡速完成全台橋梁之資料彙整[28]。

### 民間機構與人士
1. 慈濟基金會志工於事故發生當日立即到現場設立服務中心，提供救難人員咖啡、飲水、食物、休息、量血壓等後勤工作[29]。會當地語言的志工也到醫院、殯儀館關懷傷者、罹難者親友[30]。
2. 行動餐車業者組成的「胖卡協會」於現場提供飲品服務[31]。
3. 鴻海集團創辦人郭台銘以永齡慈善社會福利事業基金會捐助宜蘭縣政府新台幣1,000萬元，做為政府救災及傷者後續醫療、安置、生活扶持之用[32]。
4. 出身宜蘭的鴻海集團副總裁暨夏普社長戴正吳與宜蘭縣政府聯繫了解狀況，提供必要之協助[32]。台灣夏普公司宣佈捐贈宜蘭縣政府新台幣100萬元協助救災[32]。